# 秋田ケーブルテレビ
株式会社秋田ケーブルテレビ（あきたケーブルテレビ、英: Cable Networks Akita Co.,Ltd.）は、秋田県秋田市をエリアとし、テレビ放送、インターネットを業務とするケーブルテレビ局である。また子会社を介し秋田拠点センターアルヴェの民間棟を管理・運営する。

## 概要
秋田ケーブルテレビ（CNA）は秋田市のほか、同市内企業の出資によって1984年6月12日に設立されるが、採算の見込みが立たず休眠状態となっていた。しかし、放送・通信分野における規制緩和を受け、1994年に日商岩井（現：双日）と日本テレコム（現：ソフトバンク）が資本参加し、両社の主導によって1997年12月1日に開局にした。
2013年5月2日、ノーリツ鋼機の子会社であるNKリレーションズが、オリンパス系列のオリンパスビジネスクリエイツからCNAの株式を取得した為、筆頭株主が交代した。また翌2014年9月には、CNAからノーリツ鋼機に対し、自社株取得の申し入れを行い、NKリレーションズが保有する12,000株を約1.7億円で取得している。
2013年春、CNAなどケーブルテレビ各社が出資する東京デジタルネットワークと開発にあたってきた「タブレットTV」（CNAスマートテレビ）、がサービスを開始した。さらに2015年2月20日には、NTT東日本の光回線である「フレッツ光」のサービス卸を利用したCNA光ネットラインの取り扱いを県下全域を対象に開始した他、同年4月1日からチャンネル数を増やし自主制作番組を充実させるとしている。
2014年6月13日、本社を従来の秋田市八橋鯲沼町から八橋南1丁目の「秋田県小児療育センター」として使用されてきた建物に移転。新社屋には作品展などを開く「ギャラリースペース」も併設された。
2015年9月、秋田市立体育館の命名権を取得し、「CNAアリーナ★あきた」とした。2022年現在、Bリーグ・秋田ノーザンハピネッツのホームアリーナとなっている。
2019年12月、総務省東北総合通信局に地域限定の高速通信規格「ローカル5G」の免許を申請。CNAアリーナ★あきたと大潟村の農場に基地局を設置して、翌2020年6月から電波を発射。スポーツ中継やスマート農業の推進に活用していくとしている。
2020年3月25日付で、秋田拠点センターアルヴェの民間棟を管理・運営する秋田新都心ビルの全株式を双日から取得して子会社化した。買収で収益基盤の強化を図り、アルヴェを拠点に5Gを活用した情報サービスなども検討する。
2023年4月1日付で、2028年3月31日までの期限付きで、由利本荘市CATVセンターの指定管理者になり、事実上のエリア拡大となる。

## 難航を極めた開局
昭和50年代後半（1980年代前半）にかけ、全国各地で都市型CATVの開局が相次ぎ、早速、秋田でも秋田商工会議所を発起の中核として、1984年6月12日にCNAは設立。設立直後には、地元での購読シェアが実に90%以上を誇るともいわれる秋田魁新報に「秋田にも多チャンネルの時代が来る」などと謳われた広告が掲載され、当時NHK、民放局も含めて全4チャンネルのみの視聴しか叶わなかった秋田市周辺の住民は、CNAの開局に大きな期待を抱いた。しかし秋田放送・秋田テレビおよび秋田魁新報の地元マスコミ3社が、秋田商工会議所や関係機関等に「設立の再考」を訴えた他、バブル崩壊による景気の冷え込みもあり、設立事務所は同商工会議所内で休眠状態に陥ってしまった。
永らく開局に向けた前向きな話は聞かれなかったが、秋田商工会議所会頭で県経済界の顔役であった五代目辻兵吉が大々的に開局の音頭をとり、またその後の放送・通信分野の規制緩和による日商岩井と日本テレコムの資本参加を受け、会社設立13年目の1997年12月1日に開局に至った。開局後、秋田魁新報のラ・テ欄では読者からの要望も踏まえ、地元地上波放送局と同サイズでCNA加入者のみ視聴可能なTBS系列のIBC岩手放送（テレビ）の番組欄が掲載される様になった。
デジタル放送の再送信については、長野県内の一部ケーブルテレビ局によるキー局の無断再送信が問題となった関係で交渉が難航していたが、2010年4月1日に再送信開始に向けての試験放送を開始、同15日に正式に開始された。

## サービスエリア
- 秋田県
  - 秋田市（一部地域は対象外）
  - 潟上市の一部地域
  - 南秋田郡五城目町の一部地域
  - 山本郡三種町の一部地域

## 主な放送チャンネル

### 地上波系列別再送信局
| NHK-G   | NHK-E   | NNN/NNS  | ANN          | JNN         | TXN | FNN/FNS    | JAITS |
| ------- | ------- | -------- | ------------ | ----------- | --- | ---------- | ----- |
| NHK秋田 | NHK秋田 | 秋田放送 | 秋田朝日放送 | IBC岩手放送 |     | 秋田テレビ |       |

### テレビ局
| ID   | デジタル        | 放送局                                  |
| ---- | --------------- | --------------------------------------- |
| 1    | D01(D011 - 012) | NHK総合・秋田                           |
| 2    | D02(D021 - 023) | NHKEテレ秋田                            |
| 4    | D04(D041 - 042) | ABS秋田放送                             |
| 5    | D05(D051 - 053) | AAB秋田朝日放送                         |
| 6    | D06(D061 - 063) | IBC岩手放送                             |
| 8    | D08(D081 - 082) | AKT秋田テレビ                           |
| 10   | D10(D101)       | CNAコミュニティチャンネル総合           |
|      | D10(D102)       | CNAご案内チャンネル                     |
| 12   | D12(D121)       | CNAコミュニティチャンネルメイン         |
|      | D12(D122)       | NHKワールド JAPAN                       |
| BS1  | B101 - 102      | NHK BS                                  |
| BS4  | B141 - 143      | BS日テレ                                |
| BS5  | B151 - 153      | BS朝日                                  |
| BS6  | B161 - 163      | BS-TBS                                  |
| BS7  | B171 - 173      | BSテレ東                                |
| BS8  | B181 - 183      | BSフジ                                  |
| BS9  | B191 - 193      | WOWOW                                   |
| BS10 | B200            | BS10                                    |
|      | BS201           | BS10スターチャンネル                    |
| BS11 | B211            | BS11                                    |
| BS12 | B222            | BS12 トゥエルビ                         |
|      | B231 - 232      | 放送大学テレビ                          |
|      | B260            | J:COM BS                                |
|      | B265            | BSよしもと                              |
|      | 531             | 放送大学ラジオ                          |
|      | BS4K101         | NHK BSプレミアム4K                      |
|      | BS4K141         | BS日テレ 4K                             |
|      | BS4K151         | BS朝日 4K                               |
|      | BS4K161         | BS-TBS 4K                               |
|      | BS4K171         | BSテレ東 4K                             |
|      | BS4K181         | BSフジ 4K                               |
|      | J500            | えんてれ                                |
|      | J701            | コミュニティチャンネル                  |
|      | J710            | ショップチャンネル                      |
|      | J711            | QVC                                     |
|      | J513            | フジテレビNEXT                          |
|      | J515            | フジテレビTWO                           |
|      | J722            | MONDO TV                                |
|      | J724            | 囲碁・将棋チャンネル                    |
|      | J525            | LaLa TV                                 |
|      | J729            | 旅チャンネル                            |
|      | J530            | J SPORTS 3                              |
|      | J531            | J SPORTS 1                              |
|      | J532            | J SPORTS 2                              |
|      | J533            | J SPORTS 4                              |
|      | J534            | スカイA                                 |
|      | J535            | GAORA SPORTS                            |
|      | J536            | 日テレジータス                          |
|      | J537            | ゴルフネットワーク                      |
|      | J514            | フジテレビONE                           |
|      | J740            | FIGHTING TV サムライ                    |
|      | J541            | 釣りビジョン                            |
|      | J548            | チャンネル銀河                          |
|      | J550            | チャンネルNECO                          |
|      | J551            | ファミリー劇場                          |
|      | J552            | 日本映画専門チャンネル                  |
|      | J553            | 時代劇専門チャンネル                    |
|      | J754            | Dlife                                   |
|      | J555            | スーパー!ドラマTV                       |
|      | J556            | ムービープラス                          |
|      | J557            | アクションチャンネル                    |
|      | J758            | ミステリーチャンネル                    |
|      | J559            | ザ・シネマ                              |
|      | J563            | 衛星劇場                                |
|      | J764            | 東映チャンネル                          |
|      | J565            | TBSチャンネル1                          |
|      | J766            | テレ朝チャンネル1                       |
|      | J567            | 日テレプラス ドラマ・アニメ・音楽ライブ |
|      | J769            | V☆パラダイス                            |
|      | J570            | スペースシャワーTV                      |
|      | J771            | Mnet                                    |
|      | J773            | MUSIC ON! TV                            |
|      | J774            | 歌謡ポップスチャンネル                  |
|      | J576            | TAKARAZUKA SKY STAGE                    |
|      | J580            | カートゥーン ネットワーク               |
|      | J781            | キッズステーション                      |
|      | J582            | アニマックス                            |
|      | J783            | アニメシアターX                         |
|      | J589            | TV5MONDE                                |
|      | J790            | 日経CNBC                                |
|      | J792            | CNNj                                    |
|      | J793            | 日テレNEWS24                            |
|      | J794            | TBS NEWS                                |
|      | J595            | テレ朝チャンネル2                       |
|      | J596            | ディスカバリーチャンネル                |
|      | J597            | アニマルプラネット                      |
|      | J798            | ヒストリーチャンネル                    |
|      | J799            | ナショナル ジオグラフィック             |
|      | J810            | グリーンチャンネル1                     |
|      | J811            | グリーンチャンネル2                     |
|      | J812            | SPEEDチャンネル                         |
|      | J951            | レインボーチャンネル                    |
|      | J952            | ミッドナイト・ブルー                    |
|      | J953            | パラダイステレビ                        |
|      | J401 (4K)       | ケーブル4K                              |

- IBCはTBS系列のテレビ局が秋田県に現在ないための処置として配信されており、岩手県盛岡市の受信点で受信、光ケーブルで伝送されている（他の岩手県の民放テレビ局は系列局がある為に非配信。）。なお地上デジタル放送はIBCが開始した当初、アナログのみの配信で前述のように区域外再放送に関する交渉が難航し長らく配信されていなかったが、2010年4月15日に開始された。また開局当初はTUY（鶴岡中継局）を配信していたが、海水温の上昇等で受信障害が起こり、IBCに変更されて現在に至っている。
- デジタルTVはJC-HITSを使用している。
- かつて放送していたものの、諸般の事情により放送を終了してしまったチャンネルとしてはチャンネルNECO・※ミュージック・エア・※カートゥーン ネットワーク（当初、コミュニティチャンネル内で放送も現在はデジタルサービス780Chで放送。）等。また試験的にホームドラマチャンネルが2004年末に短期間放送されたことがある（※印のチャンネルはコミュニティチャンネル内で放送されていた。）。

### ラジオ局
| デジタル | 放送局         |
| -------- | -------------- |
| BS531    | 放送大学ラジオ |

- FM放送（エフエム秋田の他、秋田放送のFMラジオ波、およびコミュニティ放送局の秋田コミュニティー放送・秋田椿台エフエム放送を含む）の再送信は行われていない。
- 秋田ケーブルテレビでは、2005年12月よりデジタルラジオ放送サービスを開始し、それと同時に当時放送されていたBSデジタルラジオの受信が可能となったが、WINJを除き2006年3月いっぱいで放送が終了してしまった為、秋田ケーブルテレビでのBSデジタルラジオの放送は、わずか4か月足らずだった。

## CNAコミュニティチャンネル
地上波アナログ10ch、地上波デジタル10chと12ch、CS701chで放送。「CNAコミュニティサロン」は1日5回放送している自社製作による地域情報番組。その他、朝夕の秋田市内の道路状況を伝える「道路LIVE情報」や朝日ニュースター・野村の自由学校等アニメ、各種情報番組も織り交ぜながら24時間放送する。かつては、同ch内で第一興商スターカラオケや大人の音楽専門TV◆ミュージック・エア・カートゥーンネットワーク（現在はCSデジタル780chで放送）・ニコロデオン（閉局）も放送していた。
- 朝日ニュースター（月曜 - 土曜 1:00 - 7:00・日曜 1:00 - 10:00）
- 道路LIVE情報（平日 7:00 - 9:00・18:00-19:00）
- CNAわくわくスクエア（毎日 10:00 - 12:00・13:00 - 15:00・16:00 - 18:00・20:00 - 22:00・23:00 - 25:00）
- どきどきわくわくお金の話（月曜・水曜・金曜・日曜 22:00 - 23:00 / 火曜・木曜・土曜 15:00 - 16:00）
- 野村の自由学校（月曜・水曜・金曜・日曜 15:00 - 16:00 / 火曜・木曜・土曜 22:00 - 23:00）